# Jill Foster Abbott
Jill Foster Abbott is een personage uit de Amerikaanse soapserie The Young and the Restless. Het is het enige personage dat sinds de start van de serie in maart 1973 nog steeds meespeelt. Brenda Dickson speelde de rol tot 1980 en toen nam Bond Gideon kort de rol over en daarna Deborah Adair voor drie jaar. Van 1983 tot 1987 keerde Dickson terug en sinds 1987 speelt Jess Walton de rol. Eind jaren tachtig werd ze voor enkele dagen vervangen door Judith Chapman toen Walton ziek was, Chapman speelt nu de rol van Gloria Fisher.

## Personagebeschrijving
Jill is jarenlang de aartsrivaal van Katherine Chancellor geweest, maar na dertig jaar rivaliteit kwam aan het licht dat Jill eigenlijk de dochter is van Katherine.